# Fylgja
Fylgjor eller fylgior (fornnordiska: fylgja, fornsvenska: fylghia, om nusvenska: följa, ”följeslagerska”) var i nordisk folktro och mytologi kvinnliga övernaturliga väsen som följde människan som en skyddsandar. Från början uppenbarar fylgjor sig i djurgestalt och var troligen individens frisjäl eller alter ego. En krigisk man hade sålunda till exempel en varg eller björn till fylgja. 
I den sena fornvästnordiska litteraturen förekommer fylgjor som kvinnliga skyddsandar för enskilda och för ätter. Släktens skyddsande kallas också fylgjukona d v s följekona eller också ättefölja.